# Žana Lelas
Žana Lelas (* 28. Mai 1970 in Split; † 15. September 2021 ebenda) war eine jugoslawische Basketballspielerin.

## Karriere
Žana Lelas begann ihre Karriere 1983 bei Jugoplastika Split und war danach beim ŽKK Šibenik aktiv. Mit dem Klub gewann sie 1990 den Jugoslawischen Pokal und ein Jahr später die letzte Basketballmeisterschaft Jugoslawiens. Anschließend war sie beim KK Cenex Sarajevo sowie in Spanien für Cepsa Tenerife aktiv. Sie kehrte zurück nach Kroatien und konnte mit Centar banka aus Zagreb zwei weitere Meisterschaften gewinnen. Es folgten Stationen beim ŽKD Ježica in Slowenien bei Racing Straßburg in Frankreich und bei der PCR Messina in Italien. Nach einer Zwischenstation in Kroatien beim KK Jolly Jadranska Banka Šibenik folgte ein erneuter Wechsel nach Spanien, wo Lelas für den CDB Zaragoza und den CB Ciudad de Burgos spielte. 2006 kehrte sie zum ŽKK Croatia 2006 Zagreb zurück, wo sie 2008 ihre Karriere beendete.
Zwischen 1986 und 1991 spielte Lelas für die Jugoslawische Nationalmannschaft. Mit dieser gewann sie bei den Olympischen Sommerspielen 1988 in Seoul sowie bei der Europameisterschaft 1991 die Silbermedaille. Ab 1991 war sie dann für die Nationalmannschaft Kroatiens aktiv und nahm mit dieser an der Europameisterschaft 1996 und Europameisterschaft 1999 teil.
Nach einer ihrer Spielerkarriere gründete Lelas 2016 die Košarkaška akademija Žana Lelas (deutsch: Basketball-Akademie Žana Lelas), an der sie Mädchen und Jungen trainierte.

## Familie
Žana Lelas war mit dem Fußballtrainer Vjekoslav Lokica verheiratet, mit dem sie eine Tochter hatte.
Ihre Schwester Ana Zelas ist ebenfalls Basketballspielerin.